# Храм Святої Мучениці Тетяни (Терезине)
Храм Святої Мучениці Тетяни — культова споруда УПЦ МП у смт. Терезине Білоцерківського району.

## Історія
Парафія св. мц. Тетяни в смт. Терезине була заснована з благословення єпископа Білоцерківського і Богуславського Серафима 10 квітня 1998 року. Новоутвореній парафії місцевою владою для звершення богослужінь було надано приміщення колишнього меблевого магазину. Будівля являла собою залізну конструкцію, в середині якої було два великих нежитлових приміщення, і з сучасних комунікацій мало тільки електроенергію.
Зусиллями парафіян передана будівля була пристосована для звершення богослужінь, а саме: основне приміщення було розділено на вівтар і основний храм за допомогою власноручно зведеного іконостасу, вівтар був піднятий дерев'яним настилом. Згодом приміщення було підключено до централізованого опалення. Після Пасхи 2008 року в храмі розпочато реконструкцію, яка триває по теперішній час: встановлено пластикові вікна та двері, утеплено зовнішні стіни, збільшено площу вівтаря та основного храму.
У серпні 2008 року вперше за час існування парафії святої мучениці Тетяни з архіпастирським візитом релігійну громаду відвідав правлячий архієрей Високопреосвящений Митрофан, архієпископ Білоцерківський і Богуславський.